# Grijskruinmiervogel
De grijskruinmiervogel (Sipia laemosticta) is een zangvogel uit de familie Thamnophilidae (miervogels).

## Verspreiding en leefgebied
Deze soort komt voor in oostelijk Costa Rica en Panama.